# Scott Lunsford
Pour les articles homonymes, voir Lunsford.
Scott Lunsford est un acteur américain né le 15 mai 1979 à Tulsa (Oklahoma, États-Unis) connu notamment pour ses rôles dans Pandemonium (2002), Eating Out (2004) ou Positive (2007).

## Filmographie

### Cinéma
- 2004 : Eating Out de Q. Allan Brocka : Caleb Peterson
- 2004 : Near Death de Joe Castro : Billy Strand
- 2007 : Positive de Ralph Armstead et Ethan Lader : Justin
- 2007 : D-War de Hyung-rae Shim : un officier de police
- 2010 : Burning Palms de Christopher Landon
- 2010 : Underneath de Kyle Laursen et Eric Martin : un homme
- 2010 : Lost in a Crowd de Micah Cohen : Paul

### Vidéofilms
- 2002 : Pandemonium de Ron Hamady : Joey
- 2003 : Last Man Out de Jim Polivka

### Série télévisée
- 2010 : The Agency : Stubby (5 épisodes)